# モンテコルヴィーノ・ロヴェッラ
モンテコルヴィーノ・ロヴェッラ（伊: Montecorvino Rovella）は、イタリア共和国カンパニア州サレルノ県にある、人口約13,000人の基礎自治体（コムーネ）。

## 地理

### 位置・広がり
サレルノ県に位置するコムーネ。県都サレルノから東へ17km、州都ナポリから東南東へ62km、ローマから東南東へ247kmの距離にある。

### 隣接コムーネ
- オレーヴァノ・スル・トゥシャーノ - 東
- バッティパーリア - 南
- ベッリッツィ - 南南西
- モンテコルヴィーノ・プリアーノ - 南西
- ジッフォーニ・ヴァッレ・ピアーナ - 北西
- アチェルノ - 北東

## 行政

### 分離集落
モンテコルヴィーノ・ロヴェッラには、以下の分離集落（フラツィオーネ）がある。
- Chiarelli
- Cornea
- Ferrari
- Gauro
- Macchia
- Nuvola
- Occiano
- Faitano
- Marangi
- Molenadi
- Sant'Eustachio
- San Martino
- Votraci

## 交通

### 道路
高速道路
- アウトストラーダ A2(2017年から)
最寄りは12km南方にある「モンテコルヴィーノ・プリアーノ」出口

国道・州道
- SR 164 (it)

ベッリッツィからモンテッラに至るSR 164が、モンテコルヴィーノ・ロヴェッラを通過している。

### 鉄道
最寄り駅は南方11kmの位置にあるベッリッツィのモンテコルヴィーノ駅 (it) 。

### 空港
最寄りの空港は南方15kmの位置にあるベッリッツィのサレルノ・コスタ・デ・アマルフィ空港。

## ゆかりの人物
- ジョヴァンニ・ダ・モンテコルヴィーノ - モンテコルヴィーノ・ロヴェッラ出身のカトリック司祭
- ルーカ・ガウリコ - モンテコルヴィーノ・ロヴェッラ出身の数学者・占星術師
- ロバート・ピカード - アメリカの俳優・歌手。父方の家族がモンテコルヴィーノ・ロヴェッラにルーツを持つ